# قارة آل ثابت (حورة)
'

تعديل مصدري - تعديل

قارة ال ثابت هي إحدى قرى عزلة حوره بمديرية حورة التابعة لمحافظة حضرموت، بلغ تعداد سكانها 194 نسمة حسب تعداد اليمن لعام 2004.